# Tron
För andra betydelser, se Tron (olika betydelser).

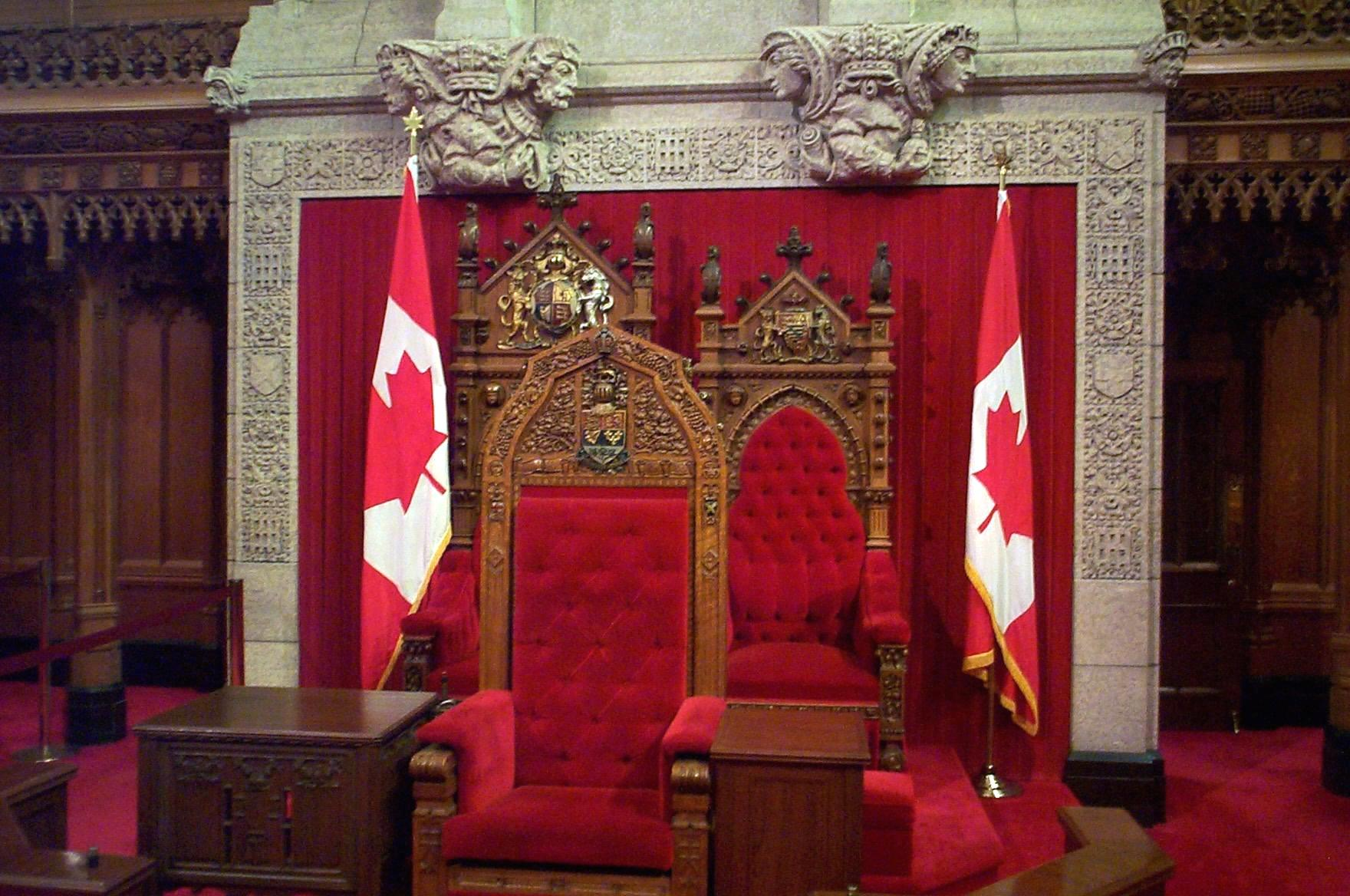
Kanadensiska monarkens tron längst bak till vänster, samt bredvid denna till höger tronen monarkens gemål i Kanadas senat.

Tron (av klassisk grekiska: θρόνος, thronos, "säte"), ibland högsäte (fornsvenska: høghsæte), är den officiella sittplatsen för en regent eller religiös ledare under vissa ceremonier. Ibland är ordet en metonym till kungamakten som ämbete och institution.
Troner har använts åtminstone sedan antiken, där förutom kungar även gudar satt på troner. I bibeln refererar Gud till sin tron. Där nämns även "Davids tron". Påven sitter i Cathedra Romana i San Giovanni in Laterano och leder Heliga stolen. 
I Sverige används Drottning Kristinas silvertron.